# Франц Маттенклотт
Франц Маттенклотт (нім. Franz Mattenklott; 19 листопада 1884 — 28 червня 1954) — німецький воєначальник, генерал піхоти вермахту. Кавалер Лицарського хреста Залізного хреста.

## Біографія
Син директора цукрової фабрики Дітріха Маттенклотта і його дружини Ельфріди, уродженої Дуттенгофер. 28 грудня 1903 року вступив у піхоту. Учасник Першої світової війни. Після демобілізації армії залишений в рейхсвері. З 1 жовтня 1934 року — командир піхотного полку «Штрагард», з 15 жовтня 1935 року — 25-го піхотного полку. З 1 липня 1938 року — начальник прикордонної комендатури в Трірі.
З 1 вересня 1939 року — командир 8-го прикордонного командування. З 19 вересня 1939 по 25 липня 1940 і з 4 вересня 1940 по 6 листопада 1941 року — командир 72-ї піхотної дивізії. Учасник Французької кампанії. З 25 липня по 4 вересня 1940 року — комендант Меца. 6 листопада 1941 року відправлений у резерв фюрера. З 1 січня 1942  по 22 червня 1943 і з 5 січня по 14 червня 1944 року — командувач 42-м армійським корпусом (в червні-серпні 1942 року — група «Маттенклотт»), одночасно з 29 серпня 1942 по 27 квітня 1943 року — командувач військами в Криму. В березні 1944 року корпус був розбитий радянськими військами біля Черкас, а його рештки направили на поповнення 88-ї піхотної дивізії. 15 березня корпус був відновлений як 42-й армійський корпус особливого призначення. З 16 червня 1944 року — командувач 6-м військовим округом і заступник командувача 6-м армійським корпусом. 21 квітня 1945 року взятий в полон. 19 травня 1947 року виступав свідком захисту на процесі над своїм колишнім начальником Гансом фон Зальмутом. 4 липня 1947 року звільнений.

## Звання
- Фанен-юнкер (28 грудня 1903)
- Фенріх (18 серпня 1904)
- Лейтенант (18 травня 1905; патент від 22 квітня)
- Оберлейтенант (22 квітня 1914)
- Гауптман (18 червня 1915)
- Майор (1 лютого 1928)
- Оберстлейтенант (1 жовтня 1932)
- Оберст (1 жовтня 1934)
- Генерал-майор (15 березня 1938)
- Генерал-лейтенант (1 лютого 1940)
- Генерал піхоти (1 січня 1942)

## Нагороди
- Залізний хрест 2-го і 1-го класу
- Князівський орден дому Гогенцоллернів, почесний хрест 3-го класу з мечами
- Хрест «За військові заслуги» (Брауншвейг) 2-го (з бойовою відзнакою) і 1-го класу
- Орден Фрідріха (Вюртемберг), лицарський хрест 1-го класу
- Сілезький Орел 2-го і 1-го ступеня
- Почесний хрест ветерана війни з мечами
- Медаль «За вислугу років у Вермахті» 4-го, 3-го, 2-го і 1-го класу (25 років)
- Застібка до Залізного хреста 2-го і 1-го класу
- Орден Михая Хороброго 3-го класу (Румунія; 19 вересня 1941)
- Лицарський хрест Залізного хреста (23 листопада 1941)
- Медаль «За зимову кампанію на Сході 1941/42»
- Німецький хрест в золоті (29 вересня 1942)
- Орден Корони Румунії, великий хрест з мечами
- Відзначений у Вермахтберіхт (6 квітня 1944)